# Chroomhexacarbonyl
Chroomhexacarbonyl (Cr(CO)6) is een coördinatieverbinding waarbij 6 koolstofmonoxidemoleculen coördinatief gebonden zijn aan chroom. De stof komt voor als kleurloze kristallen. Ze is erg toxisch en carcinogeen.
Chroomhexacarbonyl is niet oplosbaar in water, maar wel in benzeen.